# Zwedru
Zwedru är en regionhuvudort i Liberia.   Den ligger i regionen Grand Gedeh County, i den östra delen av landet, 290 km öster om huvudstaden Monrovia. Zwedru ligger 274 meter över havet och antalet invånare är 25 678.
Terrängen runt Zwedru är huvudsakligen platt. Zwedru ligger uppe på en höjd. Runt Zwedru är det mycket glesbefolkat, med 7 invånare per kvadratkilometer. Det finns inga andra samhällen i närheten. I omgivningarna runt Zwedru växer i huvudsak städsegrön lövskog.